# Clematis 'Ville de Lyon'
Clematis 'Ville de Lyon' — сорт клематиса из группы поздние крупноцветковые (англ. Late Large-flowered Group).

## Описание сорта
Диплоид
Вьющийся кустарник, высотой 2,5—5 м, согласно другому источнику 3—3,6 м. Цветёт на побегах текущего года.
Сроки цветения: июль—сентябрь.
Цветки округлые, диаметр ранних цветков 10—15 (20) см, поздних 6—10 см.
Чашелистики широкие, заходят друг на друга, карминово-красные (с возрастом с фиолетовым оттенком), иногда описываются, как вишнёво-красные. Чашелистики более тёмные по краям, кончики и края загнутые. Чашелистиков (4 —) 6 (—7). Тычиночные нити кремово-белые, пыльники ярко-жёлтые.
Сорт активно использовался в гибридизации.

## Агротехника
Местоположение: солнечные или полутенистые участки. К почвам не требователен.
Группа обрезки: 3 (сильная). В первый год рекомендуется производить обрезку над 2—3 парой почек около 20 см от земли, в последующие годы выше.
Зона морозостойкости: 4b—9b.